# Ranuccio II Farnese
Ranuccio II Farnese (Cortemaggiore, 17 settembre 1630 – Parma, 11 dicembre 1694) è stato il sesto duca di Parma e Piacenza, dall'11 settembre 1646 fino alla sua morte, e il settimo e ultimo duca di Castro dal 1646 al 1649.

## Biografia

### Infanzia e reggenza
Ranuccio era il figlio maggiore del duca Odoardo I Farnese e di Margherita de' Medici. Dopo la morte del padre, avvenuta nel 1646, governò il ducato con la reggenza dello zio cardinale Francesco Maria Farnese e della madre per due anni, fino al compimento del diciottesimo anno.
Nel tentativo di riallacciare una alleanza con i Farnese, la Francia gli offrì la mano di una nipote del cardinale Giulio Mazzarino. La giovane avrebbe portato in dote 500 000 scudi, ma Ranuccio, nonostante il ducato avesse un disperato bisogno di soldi, non prese nemmeno in considerazione l'offerta dal momento che la ragazza non era di rango principesco.
Riuscì, comunque, a rimanere neutrale nella lotta tra Francia e Spagna, ma fu comunque costretto a permettere il passaggio delle truppe di entrambi i contendenti con gran danno delle popolazioni locali.

### Perdita di Castro

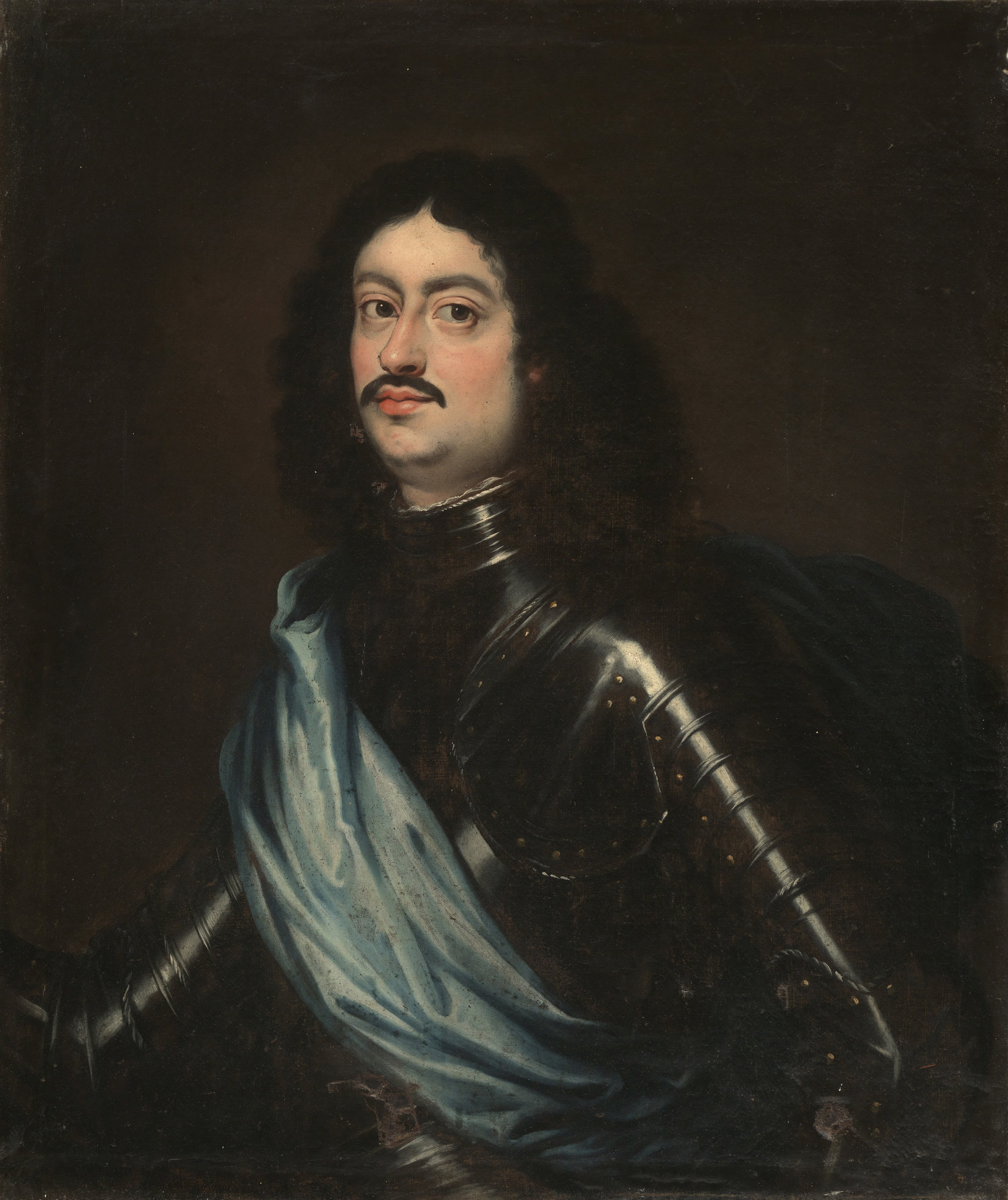
Ranuccio Farnese ritratto in tenuta militare da Justus Sustermans

Durante il regno di Odoardo il ducato era stato coinvolto nella prima guerra di Castro, contro Urbano VIII e che aveva prosciugato le sue casse.
Nel 1649 Innocenzo X, il successore di Urbano accusò Ranuccio di essere il mandante dell'omicidio del vescovo barnabita Cristoforo Giarda. Da questo episodio ebbe origine la seconda guerra di Castro. Le truppe pontificie assediarono la città di Castro e la rasero al suolo. Frattanto il duca radunò un esercito il cui comandante era Jacopo Gaufrido, che fu sconfitto nei pressi di Bologna. Il Gaufrido scappò, ma condizione di pace per il papa era che il comandante doveva essere processato. Arrestato e condannato, il Gaufrido fu giustiziato l'8 gennaio 1650. Il ducato fu incamerato.
Nel 1657 il duca doveva riacquistare Castro, ma non aveva la somma necessaria, per cui il nuovo pontefice Alessandro VII decise per l'incamerazione definitiva, ma due anni dopo, nel 1659, con la pace dei Pirenei tra Francia e Spagna, il duca riuscì a far inserire una clausola per cui aveva ulteriori 8 anni per riscattare il ducato. Il duca cercò di racimolare denaro in tutte le maniere e, nel 1666, inviò a Roma un suo agente, Giulio Platoni, con la somma di 814.865 scudi in oro e argento, ma i responsabili della Camera Apostolica rifiutarono il pagamento. Ranuccio dovette rassegnarsi alla perdita dell'antico possedimento familiare.

### Primo matrimonio

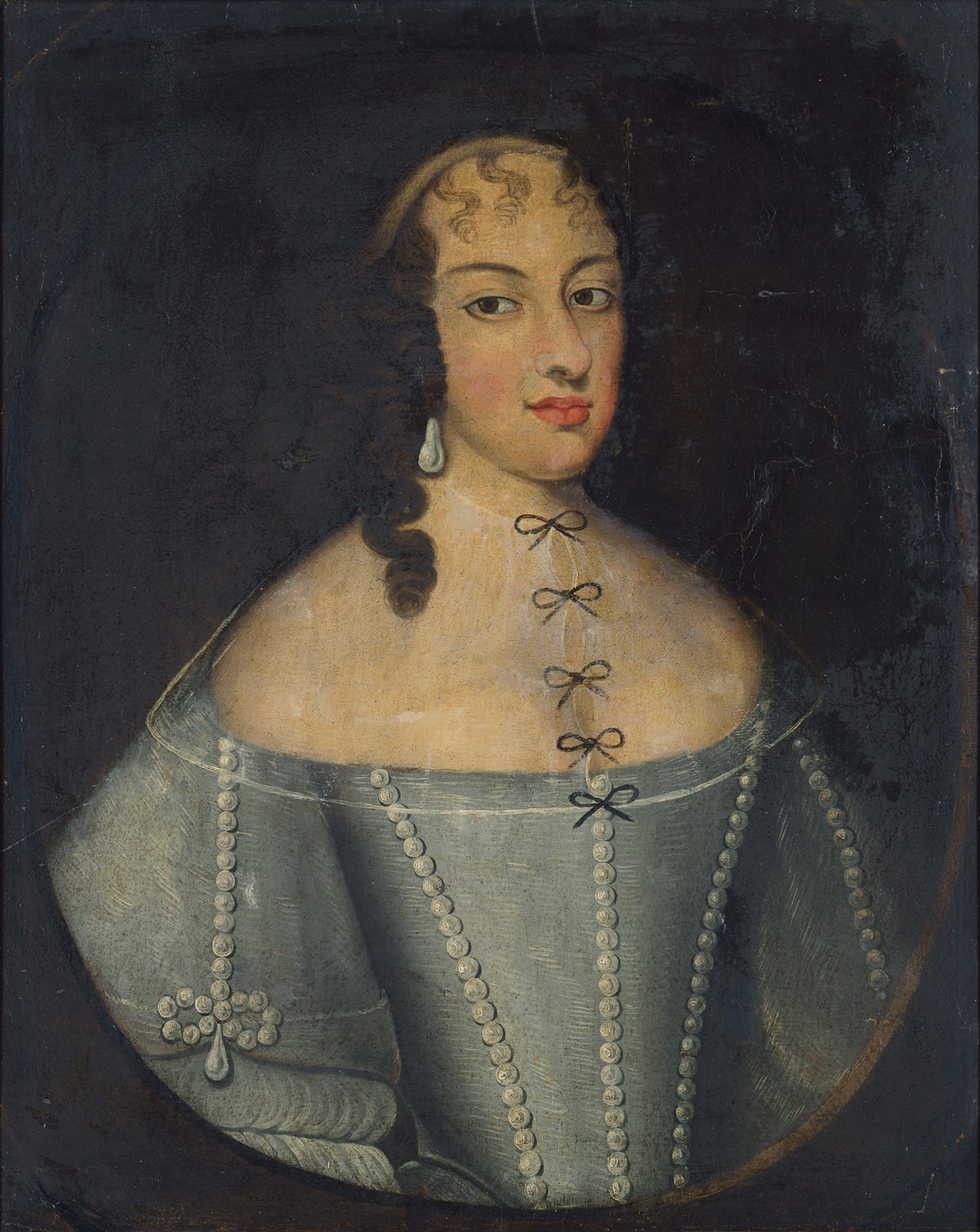
Margherita Violante di Savoia in un ritratto del XVII secolo

Il suo primo contratto di matrimonio con Margherita Violante di Savoia venne stipulato l'11 agosto 1659 ed il matrimonio si celebrò poco dopo a Torino. Margherita giunse a Parma nel 1660, dove fu accolta, secondo l'uso farnesiano, da grandi festeggiamenti.
A causa della sua morte precoce, ci restano pochissime testimonianze. Fu una donna religiosa e di rara bellezza, pia e devota della Madonna di Loreto, amante della caccia alla volpe. Margherita Violante di Savoia ricevette come dono dal marito una residenza degna del suo splendore, la Reggia di Colorno che diventerà poi Palazzo Ducale. Il 14 dicembre 1661 partorì una figlia nata morta e, due anni dopo, il 28 aprile 1663, morì dando alla luce un altro figlio nato morto.
I suoi resti mortali riposano nella Chiesa della Steccata, insieme a quelli di altre 11 principesse e duchesse e di 14 principi e duchi di casa Farnese.

### Secondo matrimonio

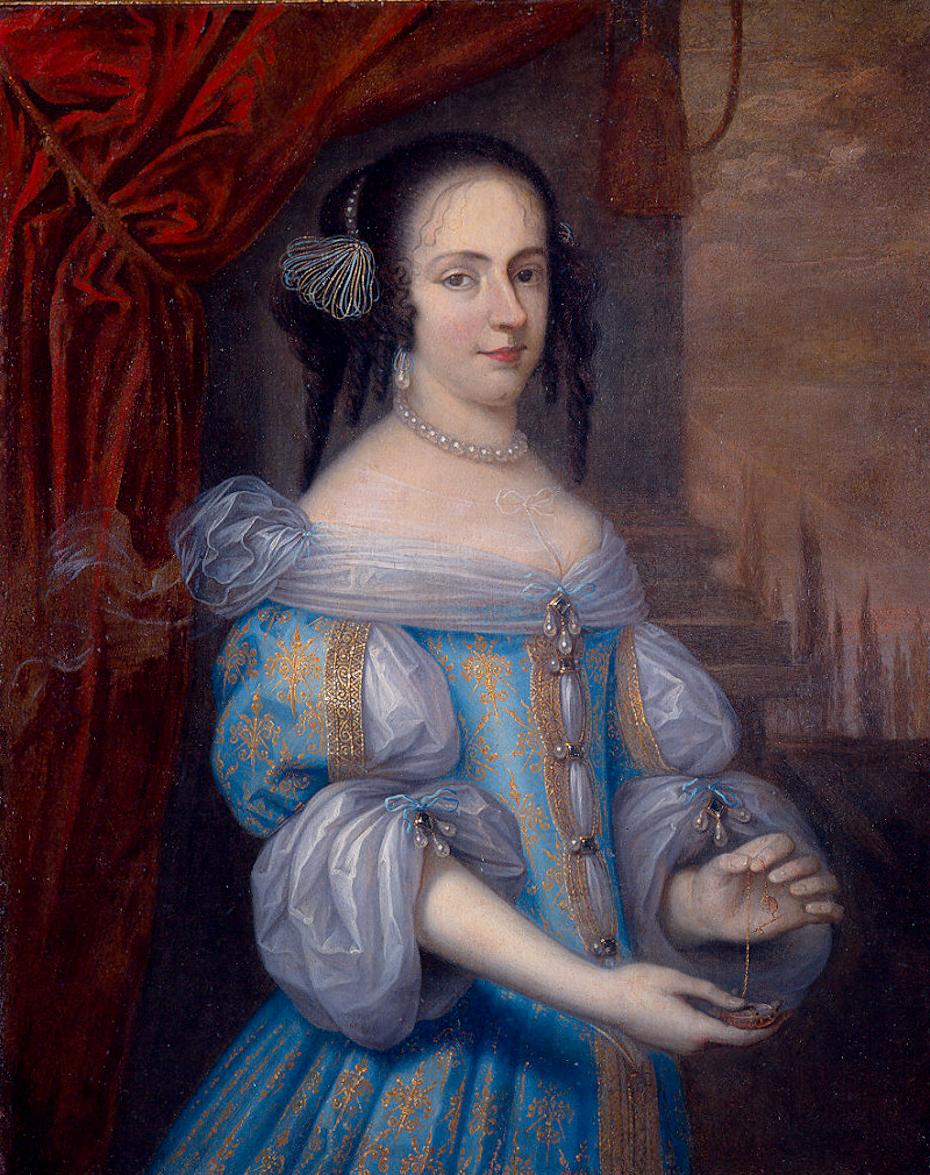
Isabella d'Este, duchessa di Parma ritratta da Frans Denys

In seconde nozze Ranuccio sposò il 18 febbraio 1664 sua cugina Isabella d'Este, figlia di Francesco I d'Este, duca di Modena e Reggio. Il matrimonio ebbe un effetto anche culturale, perché comportò il trasferimento del maestro di cappella del duca di Modena e Reggio, il compositore Marco Uccellini, alla corte di Parma, sempre con la medesima funzione.
Anche Isabella morì di puerperio.

### Terzo matrimonio

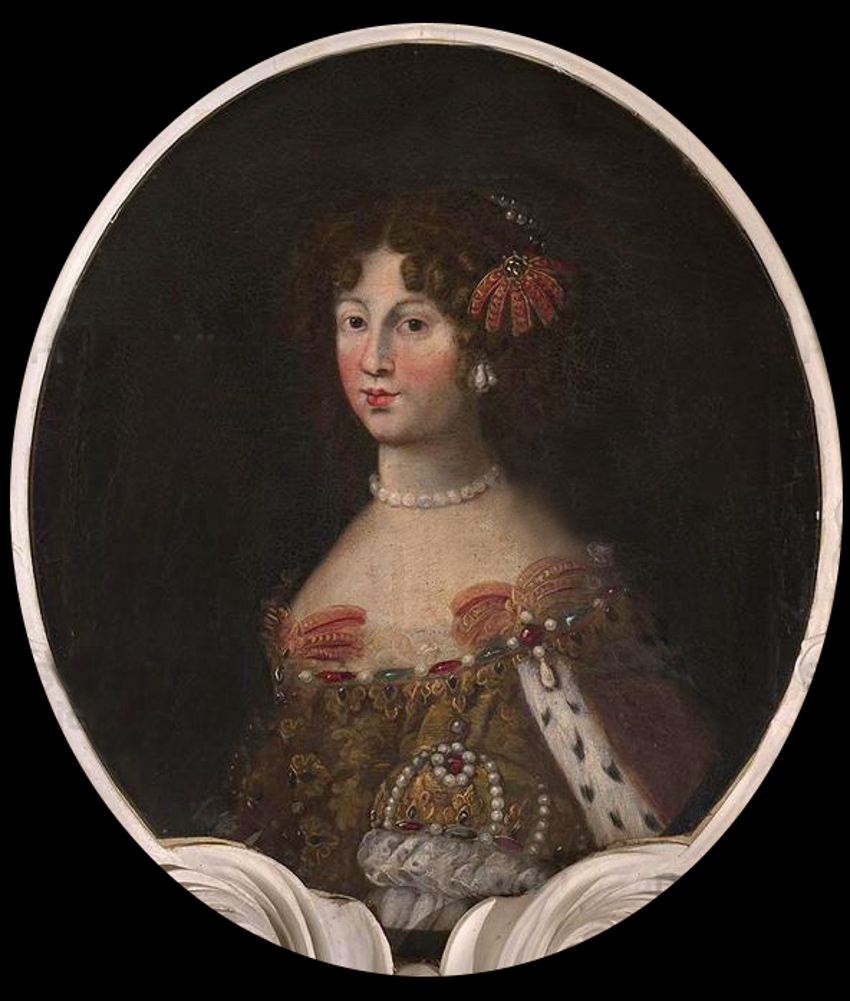
Maria d'Este

Nell'ottobre del 1668 Ranuccio si sposò una terza volta, con Maria d'Este, la sorella della seconda moglie. Con lei ebbe molti figli, solo pochi dei quali raggiunsero l'età adulta.

### Ultimi anni
Il duca rimase con la grossa somma rifiutata dalla Chiesa. Pertanto, nel 1682, dopo lunga trattativa condotta presso la corte imperiale dall'ambasciatore conte Fabio Perletti, decise di acquistare da Gianandrea Doria Landi il principato di Bardi e Compiano, al prezzo di 120.714 ducatoni. Con questo acquisto lo stato ebbe la sua forma definitiva.
Nel 1679, chiamò come mastro di cappella di corte il compositore forlivese Pietro Simone Agostini.
Durante la guerra tra la Francia e il duca di Savoia Vittorio Amedeo II, che aveva aderito alla Lega di Augusta ed era appoggiato dagli imperiali guidati dal principe Eugenio di Savoia, il Ducato di Parma fu invaso dalle truppe imperiali, che lo depredarono.
Nel 1691 quattromila soldati, con donne e bambini, giunsero nel parmense; non solo il loro mantenimento ricadde sui sudditi, ma stupri, soprusi e violenze si succedettero senza tregua.

### Morte
Nel 1693 morì il figlio Odoardo II che tre anni prima aveva sposato Dorotea Sofia di Neuburg, dalla quale aveva avuto due figli: Alessandro, morto a soli otto mesi ed Elisabetta.
Il duca Ranuccio morì improvvisamente, forse a causa della sua obesità, la notte dell'11 dicembre 1694.

### Bilancio del suo regno

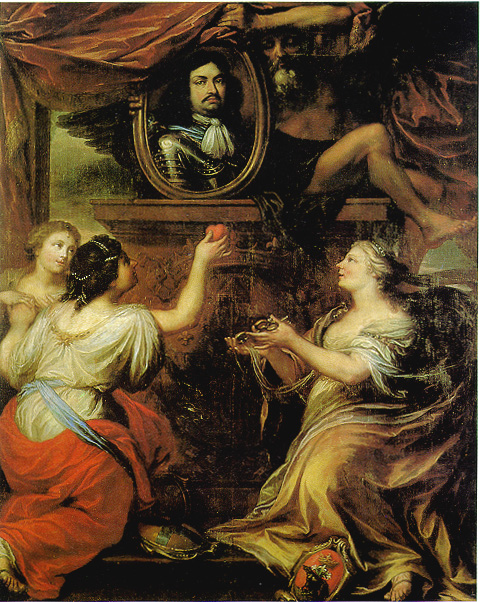
Il Tempo mostra il ritratto di Ranuccio II alle figure allegoriche di Parma, Piacenza e Castro; Parma, Galleria Nazionale.

Il giudizio dei contemporanei fu benevolo, perché il duca fece molte opere per migliorare la situazione dei suoi sudditi, come ad esempio inserire famiglie facoltose e di intelletto nell'albo dei suoi nobili, famiglie come i Nicelli o i Pilla di San Protaso e Gerrechiozzo.
Per combattere la disoccupazione operaia, vietò l'esportazione di sete non lavorate; nel 1648 trasformò l'ufficio comunitativo in Congregazione, per poter procedere all'ammasso ed alla distribuzione di grano e farina; creò l'ufficio del Visitatore generale, una sorta di giudice d'appello e fece in modo che i processi non andassero troppo per le lunghe, prevedendo, al contempo, pene severissime per ladri, vagabondi e falsari.
Tra le altre cose, riformò l'estimo rurale di Piacenza (1647); provvide alla riparazione dei danni provocati dall'esondazione del Po del 1654; istituì gli archivi pubblici a Parma e Piacenza (1678) dispose la misurazione del territorio del ducato ed incrementò la bonifica dei terreni (1691).
In ambito culturale, si occupò del miglioramento dell'università e del Collegio dei Nobili, in cui fondò l'Accademia degli Scelti. Nell'abbazia benedettina formò l'Accademia degli Elevati. Il duca era anche appassionatissimo di musica e si circondò di celebri cantanti, ballerini e strumentisti: da ricordare il compositore Marco Uccellini, giunto, in qualità di maestro di cappella ducale, a Parma da Modena dopo il matrimonio di Ranuccio con Isabella d'Este. Nel 1688 inaugurò il nuovo Teatro Ducale.
Durante tutto il suo regno acquistò dipinti e volumi preziosi e trasferì a Parma la maggior parte delle opere appartenenti alle collezioni di famiglia conservate nelle residenze romane.

## Discendenza
Dal primo matrimonio tra Ranuccio e Margherita Violante di Savoia nacquero i seguenti figli:
- una figlia (nata e morta a Parma il 14 dicembre 1661);
- un figlio (nato a Parma il 27 aprile e morto il 28 aprile 1663).

Con Isabella d'Este, sua seconda moglie, ebbe:
- Margherita Maria Farnese (1664-1718), sposatasi il 14 luglio 1692 con Francesco II d'Este, duca di Modena e Reggio;
- Teresa Farnese (1665-1702), monaca benedettina del monastero di Sant'Alessandro di Parma;
- Odoardo II Farnese (1666-1693), erede presuntivo del Ducato di Parma e Piacenza, morto prima del padre.

Nel terzo matrimonio con Maria d'Este nacquero:
- Isabella Francesca Maria Lucia (Parma, 14 dicembre 1668 - Piacenza, 9 luglio 1718), monaca benedettina del monastero di Santa Maria di Campagna presso Piacenza, ed ivi sepolta;
- Vittoria Maria Francesca (Parma, 24 dicembre 1669 - Parma, 15 settembre 1671);
- Un figlio (Parma, 24 giugno - 28 giugno 1671);
- Vittoria (Nata e morta a Parma il 19 novembre 1672);
- Caterina (Nata e morta a Parma il 19 novembre 1672);
- Un figlio (Nato e morto a Parma il 26 dicembre 1674);
- Eleonora (Parma, 1º settembre 1675 - Parma, 3 novembre 1675);
- Francesco Farnese (1678-1727), duca di Parma e Piacenza dal 1694;
- Antonio Farnese (1679-1731), dal 1727 ultimo duca di Parma e Piacenza della famiglia Farnese.

## Ascendenza
|                           |                         |                                 | Genitori                             |  |  | Nonni |  |  | Bisnonni           |  |  | Trisnonni       |  |
|                           |                         |                                 |                                      |  |  |       |  |  | Alessandro Farnese |  |  | Ottavio Farnese |  |
|                           |                         |                                 |                                      |  |  |       |  |  | Alessandro Farnese |  |  | Ottavio Farnese |  |
|                           |                         | Margherita d'Austria            |                                      |  |  |       |  |  | Alessandro Farnese |  |  |                 |  |
| Ranuccio I Farnese        |                         |                                 |                                      |  |  |       |  |  | Alessandro Farnese |  |  |                 |  |
|                           |                         | Maria d'Aviz                    | Eduardo d'Aviz                       |  |  |       |  |  |                    |  |  |                 |  |
|                           |                         | Maria d'Aviz                    | Eduardo d'Aviz                       |  |  |       |  |  |                    |  |  |                 |  |
|                           |                         | Maria d'Aviz                    | Isabella di Braganza                 |  |  |       |  |  |                    |  |  |                 |  |
| Odoardo I Farnese         |                         | Maria d'Aviz                    |                                      |  |  |       |  |  |                    |  |  |                 |  |
|                           |                         | Giovanni Francesco Aldobrandini | Giorgio Aldobrandini                 |  |  |       |  |  |                    |  |  |                 |  |
|                           |                         | Giovanni Francesco Aldobrandini | Giorgio Aldobrandini                 |  |  |       |  |  |                    |  |  |                 |  |
|                           |                         | Giovanni Francesco Aldobrandini | Margherita Del Corno                 |  |  |       |  |  |                    |  |  |                 |  |
| Margherita Aldobrandini   |                         | Giovanni Francesco Aldobrandini |                                      |  |  |       |  |  |                    |  |  |                 |  |
|                           |                         | Olimpia Aldobrandini            | Pietro Aldobrandini                  |  |  |       |  |  |                    |  |  |                 |  |
|                           |                         | Olimpia Aldobrandini            | Pietro Aldobrandini                  |  |  |       |  |  |                    |  |  |                 |  |
|                           |                         | Olimpia Aldobrandini            | Flaminia Ferracci                    |  |  |       |  |  |                    |  |  |                 |  |
| Ranuccio II Farnese       |                         | Olimpia Aldobrandini            |                                      |  |  |       |  |  |                    |  |  |                 |  |
|                           | Ferdinando I de' Medici | Cosimo I de' Medici             |                                      |  |  |       |  |  |                    |  |  |                 |  |
|                           | Ferdinando I de' Medici | Cosimo I de' Medici             |                                      |  |  |       |  |  |                    |  |  |                 |  |
|                           | Ferdinando I de' Medici | Eleonora di Toledo              |                                      |  |  |       |  |  |                    |  |  |                 |  |
| Cosimo II de' Medici      | Ferdinando I de' Medici |                                 |                                      |  |  |       |  |  |                    |  |  |                 |  |
|                           |                         | Cristina di Lorena              | Carlo III di Lorena                  |  |  |       |  |  |                    |  |  |                 |  |
|                           |                         | Cristina di Lorena              | Carlo III di Lorena                  |  |  |       |  |  |                    |  |  |                 |  |
|                           |                         | Cristina di Lorena              | Claudia di Valois                    |  |  |       |  |  |                    |  |  |                 |  |
| Margherita de' Medici     |                         | Cristina di Lorena              |                                      |  |  |       |  |  |                    |  |  |                 |  |
|                           |                         | Carlo II d'Austria              | Ferdinando I del Sacro Romano Impero |  |  |       |  |  |                    |  |  |                 |  |
|                           |                         | Carlo II d'Austria              | Ferdinando I del Sacro Romano Impero |  |  |       |  |  |                    |  |  |                 |  |
|                           |                         | Carlo II d'Austria              | Anna Jagellone                       |  |  |       |  |  |                    |  |  |                 |  |
| Maria Maddalena d'Austria |                         | Carlo II d'Austria              |                                      |  |  |       |  |  |                    |  |  |                 |  |
|                           |                         | Maria Anna di Wittelsbach       | Alberto V di Baviera                 |  |  |       |  |  |                    |  |  |                 |  |
|                           |                         | Maria Anna di Wittelsbach       | Alberto V di Baviera                 |  |  |       |  |  |                    |  |  |                 |  |
|                           |                         | Maria Anna di Wittelsbach       | Anna d'Asburgo                       |  |  |       |  |  |                    |  |  |                 |  |
|                           |                         | Maria Anna di Wittelsbach       |                                      |  |  |       |  |  |                    |  |  |                 |  |